# Radek Glabazňa
Radek Glabazňa (1980 Opava – 22. července 2021) byl český vysokoškolský pedagog, filolog, anglista, překladatel a básník.

## Život a činnost
Studoval v Česku, v anglickém Southamptonu pak absolvoval postgraduální studium anglické literatury a pedagogické praxe. Jako odborný asistent působil na Ústavu cizích jazyků Filozoficko-přírodovědecké fakulty v Opavě Slezské univerzity.
Vydal dvě sbírky básní: dvojjazyčnou česko-anglickou Teď ještě hlavou o střepy / It Only Takes Splinters in the Head (Perplex, 2010) a Reverb (Perplex, 2017). Své básně publikoval také v časopise Tvar a jiných literárních periodikách, sborníku Artemisia, v česko-polských sbornících Od słowa ke slovu a Opava-Ratiboř zpáteční a v almanachu Opava City / Poezie v otevřeném prostoru z roku 2004. Ve Spojeném království spolupracoval na dvou almanaších londýnského vydavatelství United Press. Příležitostně spolupracoval s hudebním projektem Trakař, s nímž vystupoval a natočil hudebně-básnické album Zapomenutá krajina (2010).
Po vypuknutí pandemie covidu-19 Glabazňa onemocněl a pak trpěl komplikovaným postcovidovým syndromem, v jehož důsledku posléze spáchal sebevraždu.